# Tamer Salah
Tamer Salah (3 de abril de 1986) é um futebolista profissional palestino que atua como defensor.

## Carreira
Tamer Salah representou a Seleção Palestina de Futebol na Copa da Ásia de 2015.